# Wierzchowo (powiat drawski)
Wierzchowo (niem. Virchow) – wieś sołecka w Polsce położona w województwie zachodniopomorskim, w powiecie drawskim, siedziba gminy Wierzchowo. W latach 1975–1998 miejscowość administracyjnie należała do województwa koszalińskiego. W roku 2011 wieś liczyła 1576 mieszkańców. Największa miejscowość gminy.

## Geografia
Wieś leży ok. 23 km na południowy wschód od Drawska Pomorskiego, przy nieczynnej linii kolejowej nr 416. Układ miejscowości stanowi dziewięć ulic oraz plac Orła Białego. W skład sołectwa wchodzi osada Wierzchówko.

## Historia
Wieś wzmiankowana w 1333. W XVI w. należała do rodu Borków.
Od 12 lutego do 3 marca 1945 walczyli tu żołnierze I Armii Wojska Polskiego.
W Wierzchowie ulokowano zakład karny, w którym przetrzymywano w latach 80. XX wieku działaczy opozycyjnych.

## Zabytki i atrakcje turystyczne
Zabytek chroniony prawem:
- neogotycki kościół pw. św. Wojciecha Biskupa i Męczennika z 1891 r., nr rej. 361 z dnia 11 sierpnia 2008 r. Kościół parafialny, rzymskokatolicki należący do dekanatu Drawsko Pomorskie, diecezji koszalińsko-kołobrzeskiej, metropolii szczecińsko-kamieńskiej. Wewnątrz ołtarz z początku XVII w.

## Transport
Stacja Wierzchowo Pomorskie uzyskała połączenie kolejowe w 1900 r., po wybudowaniu linii łączącej Kalisz Pomorski ze Złocieńcem oraz Wierzchowo z wsią Rudki (linia w kierunku Wałcza). W 1992 r. zamknięta została linia kolejowa nr 416, a cztery lata później linia z Kalisza Pomorskiego do Złocieńca.

## Kultura i sport
W Wierzchowie znajduje się przedszkole oraz dwie szkoły: Gimnazjum im. Jana Pawła II oraz Szkoła Podstawowa im. 2 Warszawskiej Dywizji Piechoty im. J.H. Dąbrowskiego. We wsi znajduje się także biblioteka publiczna.
Miejscowym klubem sportowym jest MLKS „Kolejarz” Wierzchowo.
Dużymi sukcesami (na skalę światową i ogólnopolską) cieszy się klub unihokeja WSU Wierzchowo.

## Współpraca międzynarodowa
Od 1 lutego 2003 roku gmina współpracuje z niemiecką gminą Henstedt-Ulzburg.

## Osoby związane z Wierzchowem
- August Froehlich – ksiądz katolicki, przeciwnik nazizmu, który za obronę polskich robotników przymusowych został zamęczony w niemieckim obozie koncentracyjnym KL Dachau